# Citheronia maureillei
Citheronia maureillei is een vlinder uit de familie nachtpauwogen (Saturniidae), onderfamilie Ceratocampinae.
De wetenschappelijke naam van de soort is voor het eerst geldig gepubliceerd door Wolfe & Herbin in 2002.